# 다나카 료메이
다나카 료메이(일본어: 田中 亮明, 1993년 10월 13일~)은 일본의 권투 선수로 2020년 하계 올림픽 플라이급에서 동메달을 획득했다.

## 경력
기후현 다지미시에서 태어났다. 7세때 공수도를 배웠고 12세때 권투를 본격적으로 시작했다. 기후 나카교 고교 재학 시절에 프로 권투 선수 출신인 이시하라 히데야스 밑에서 권투를 배웠고 나카쿄 고교 대표 선수로 활동했다.
고교 졸업 후 고마자와 대학으로 진학했으며 대학 권투부 소속으로 활동했다. 2015년에는 일본 국가대표 선수로 발탁되었으며 같은 해 12월 브라질 리우데자네이루에서 열린 아케시 국제 권투 대회 플라이급에서 우승을 차지했다.
2016년 3월에는 중국 첸안에서 열린 2016년 하계 올림픽 아시아-오세아니아 예선 대회에 참가했으며 3회전에서 우즈베키스탄의 샤호비딘 조이로프에게 패하면서 올림픽 진출에 실패했다.
2021년 일본 도쿄에서 열린 2020년 하계 올림픽에 참가했고 베네수엘라의 요엘 피놀, 중국의 후장완, 콜롬비아의 유베르헨 마르티네스를 꺾으며 준결승에 진출했다. 이후 준결승 상대인 필리핀의 카를로 팔람에게 패하여 동메달을 획득했다.

## 개인사
동생인 고세이도 권투 선수이며 사촌 여동생은 피겨스케이팅 선수 요코이 유하나이다.